# فولفغانغ شونكه
فولفغانغ شونكه (بالألمانية: Wolfgang Schwenke)‏ هو كاتب غير روائي وكاتب وعالم بقشريات الأجنحة ألماني، ولد في 22 مارس 1921 في Roßlau ‏ في ألمانيا، وتوفي في 3 مايو 2006 في فورستنفلدبروك في ألمانيا.